# 新港東線
新港東線（しんこうとうせんは台湾台南市後壁区にある台湾糖業公司台南区処が運営する観光軽便鉄道。

## 路線資料
- 経営管轄：台湾糖業公司
- 路線距離：烏樹林 - 新頂埤間2.7km
- 軌間：762mm
- 駅數：3（旅客）
- 複線区間：無
- 電化区間：無

## 概要

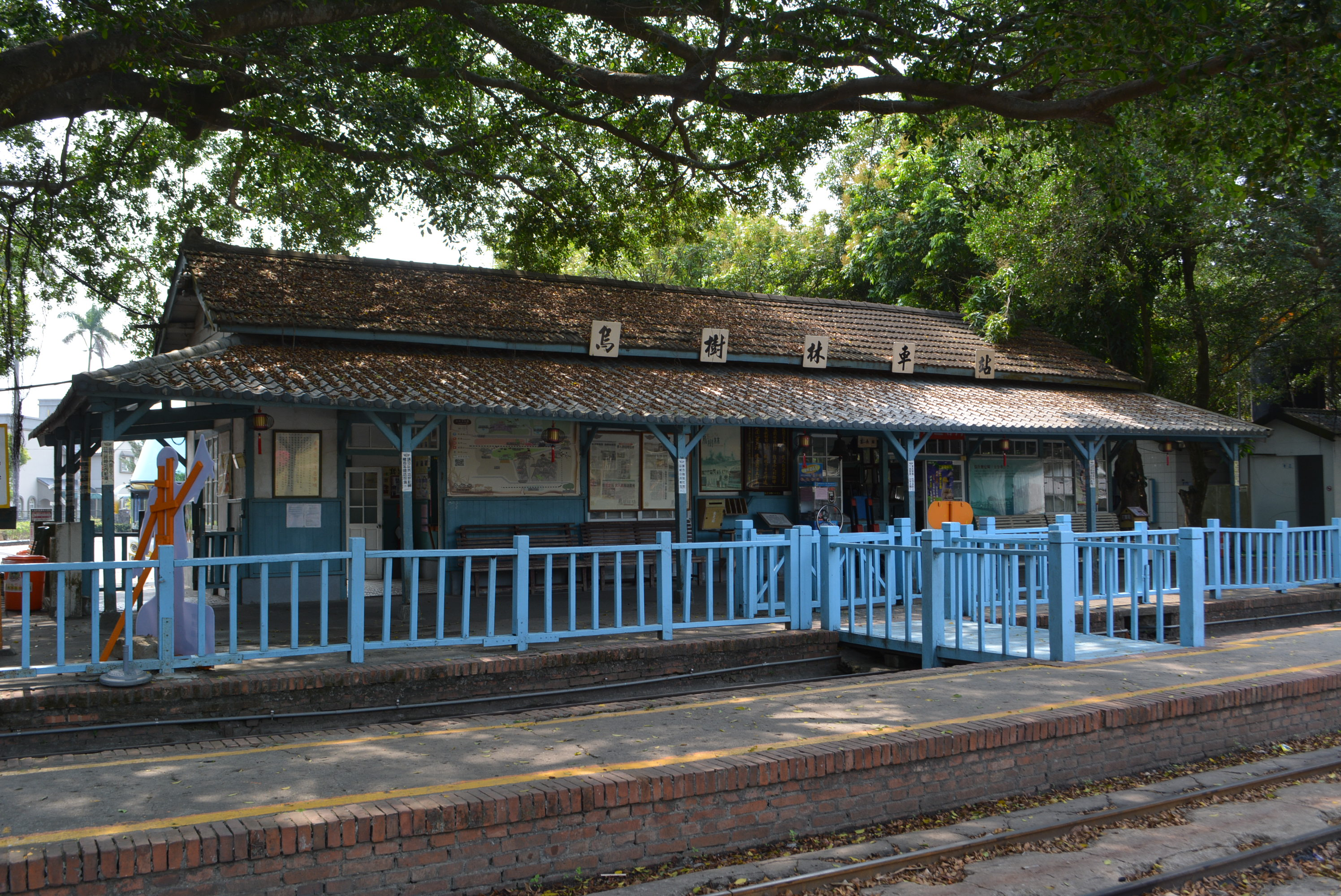
烏樹林駅

近年運行を再開した台湾糖業鉄道の観光路線網のうち、国立台南芸術大学と新営糖廠の協力により最も早く復活した路線。修復された烏樹林駅を起点に嘉南平原の田野を走る。
烏樹林 - 分岐旗站信号所間はかつての旅客営業路線烏樹林線の、残りの区間はかつて専用線だった「後壁線」「新港東線」の一部を再活用している。観光列車は「新頂埤積込場」（中国語：新頂埤装車場）までの3.2kmを運行していたが2006年以降は営業区間を500m短縮し、駅名が変わらないまま「頂埤積込場」（中国語：頂埤装車場）跡にホームを移設した。
観光列車は烏樹林（乗車）→分岐旗站信号所→新頂埤（折返し）→分岐旗站信号所→内埕（下車）→烏樹林の経路で運転される。折返しの列車が内埕駅に到着すると乗客はガイドとともに下車し、周辺の売店や展示物見学に向かう。

## 駅一覧
内埕（下車専用） - 烏樹林（乗車専用） - （分岐旗站信号所）- 新頂埤駅

## 歴史
- 2001年12月22日 - 「烏樹林五分車懐旧之旅」開催に伴い観光列車による旅客営業を再開。
- 2003年
  - 3月5日 - 同月1日に発生した阿里山脱線事故の影響で、無許可営業を摘発され運休[3]。
  - 6月26日 - 交通部と烏樹林、蒜頭、渓湖、橋頭などの旅客営業再開で合意。
  - 8月4日 - 交通部が旅客営業を認可（第0920097350号）[2]。
- 2006年 - 頂埤積込場まで営業区間を0.5km短縮。
- 2011年11月5日 - 勝利号と成功号台糖ガソリンカー（中国語版）（戦後はディーゼル式に改造）を復活運転。

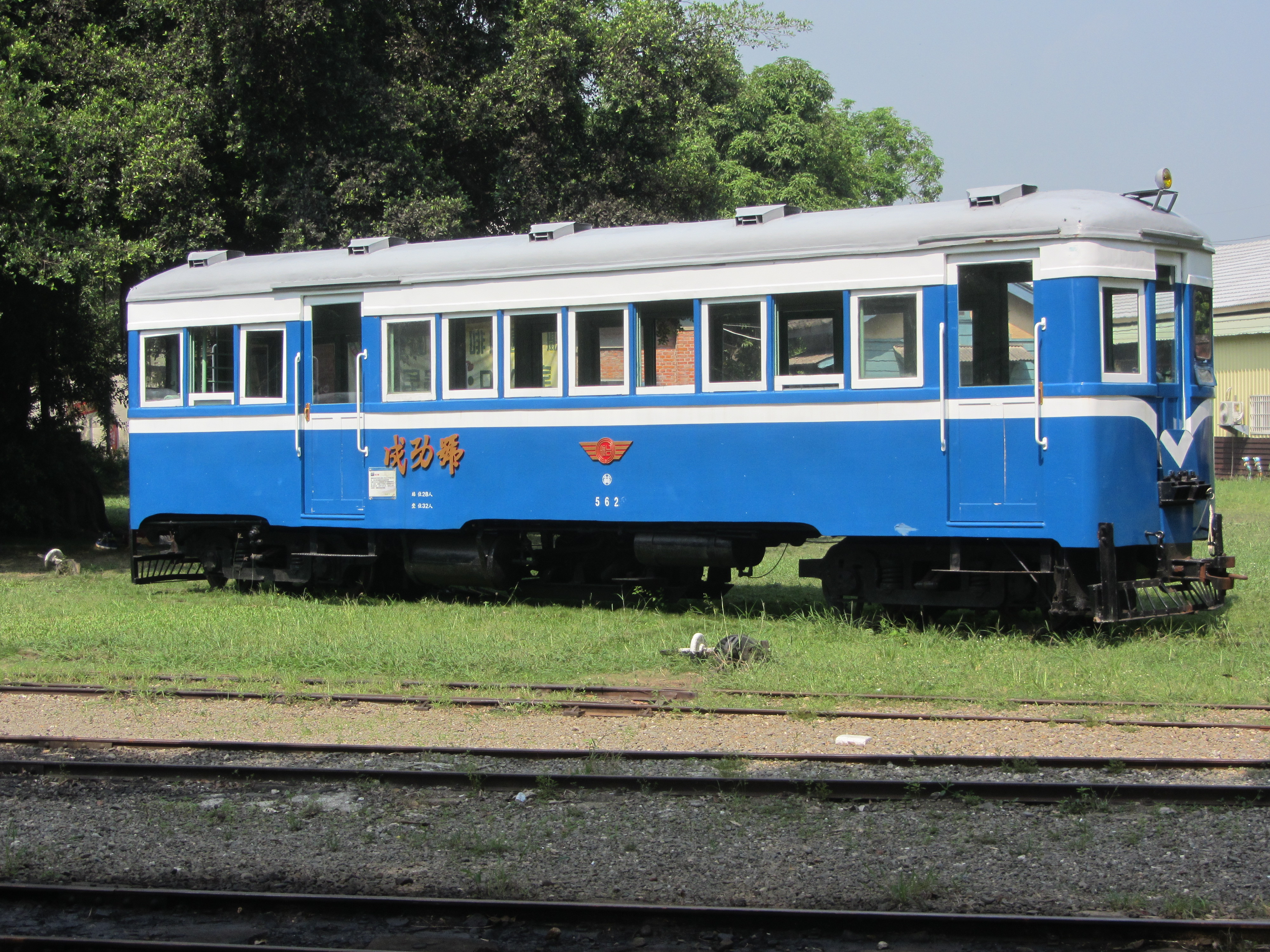
成功号客車
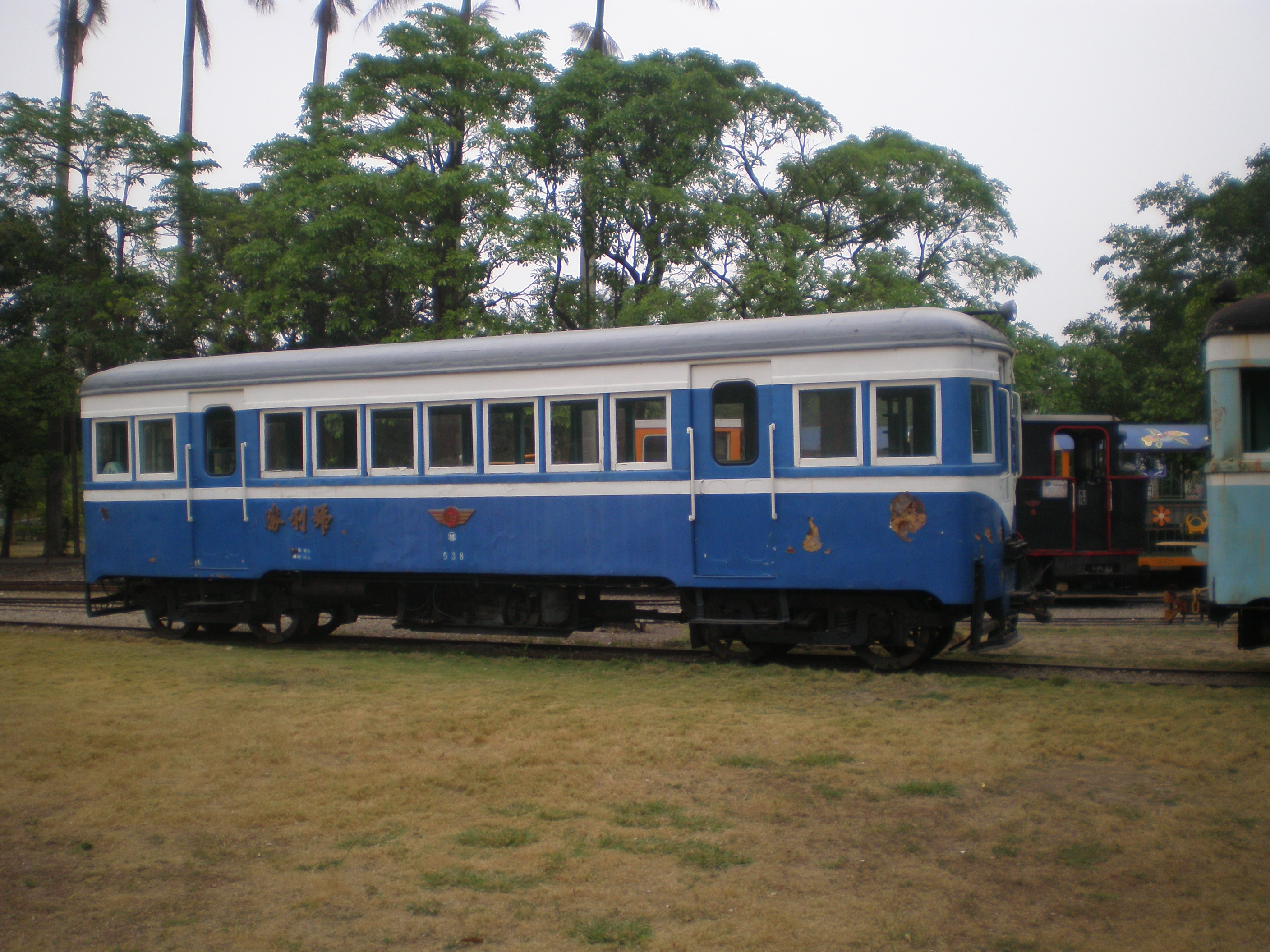
勝利号客車